# Centrale thermique de Blénod-lès-Pont-à-Mousson
La centrale thermique à charbon de Blénod-lès-Pont-à-Mousson est une ancienne centrale EDF de quatre fois 250 mégawatts fonctionnant au charbon. Elle est située en bordure de la Moselle, à cinq kilomètres en amont de Pont-à-Mousson, dans le département de Meurthe-et-Moselle. Ses quatre cheminées qui s’élèvent à une hauteur de 125 mètres en font l’un des plus hauts bâtiments de Meurthe-et-Moselle.
Cette centrale fermée depuis 2014 ne doit pas être confondue avec la nouvelle centrale à cycle combiné gaz de Blénod-lès-Pont-à-Mousson, située à proximité immédiate, cycle combiné gaz en activité depuis 2011.

## Historique

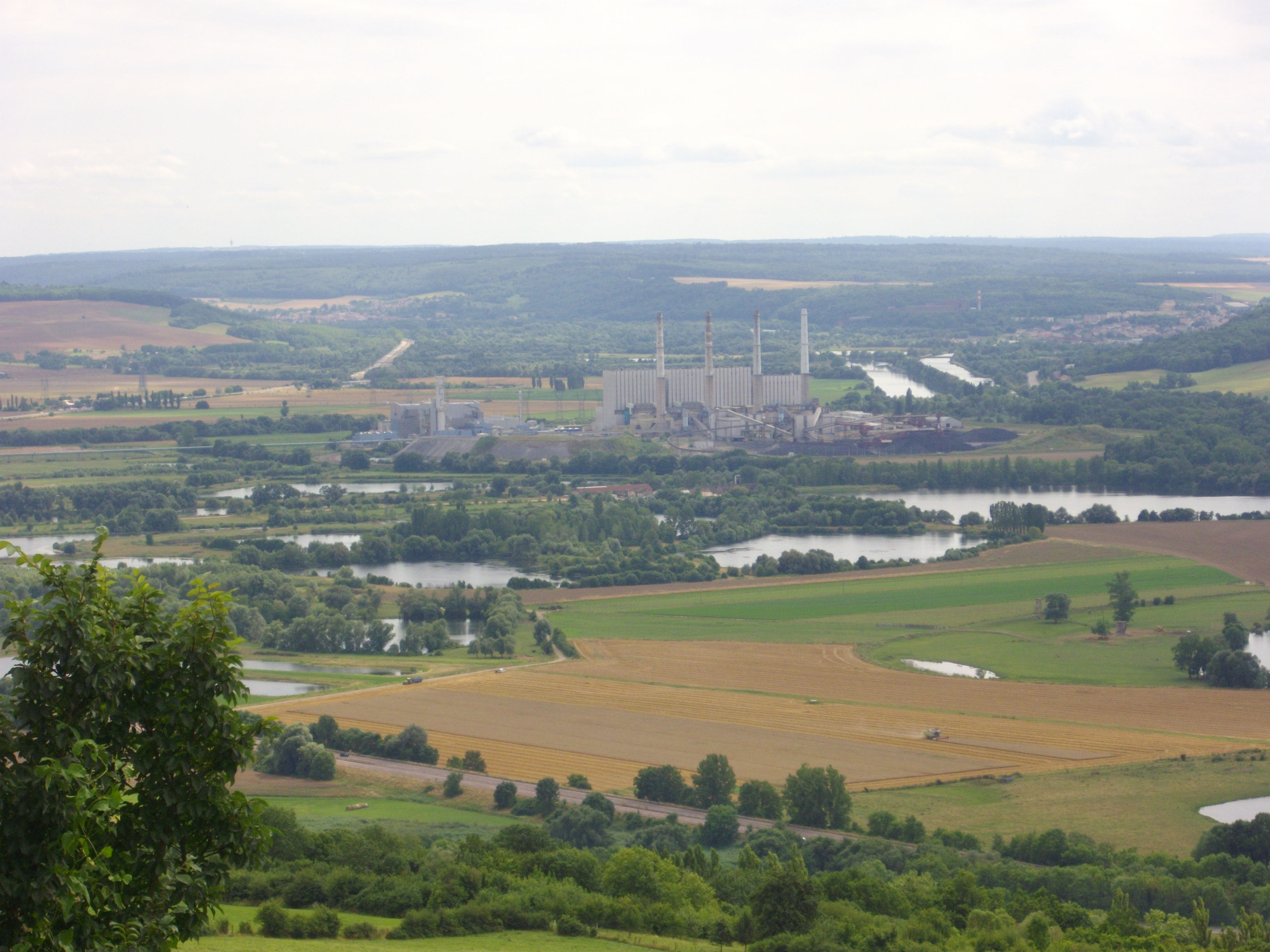
Vue de la centrale dans la vallée.

La première pierre de la centrale a été posée en 1957, premier couplage réseau en 1963 de la première tranche avec un raccord progressif jusqu'à la mise en service de la quatrième tranche en 1969.
Elle était composée de 4 unités de production d’une puissance de 1 000 MW.
Au total 147 224 920 Mégawatts ont été produits.
Elle fut pendant un temps la centrale thermique la plus puissante d’Europe, illustration du progrès industriel de toute la région Lorraine.
La centrale a cessé de fonctionner en 2014 après 51 ans de fonctionnement, 1 147 salariés et 2 000 prestataires travaillèrent sur le site durant ses 41 années d'exploitation.
Depuis 2020 une équipe affectée à la post-exploitation organise sa déconstruction.
Une partie du charbon provenait des houillères de Lorraine via un carboduc depuis le site minier de La Houve (Moselle-Est) jusqu'à la centrale dont le tapis roulant passait juste avant la centrale au-dessus de l'autoroute A31 et de la Moselle canalisée au niveau de la commune de Loisy. Cet ouvrage aérien a été déconstruit durant l'hiver 2021-2022.
Les cheminées seront démontées en 2022.
L'ensemble des bâtiments de production aura été entièrement démonté d'ici 2027.
Les conduites qui permettaient d'évacuer les cendres de combustion et qui franchissaient l'autoroute A31 ont été démontées en juin 2021,.
De 2004 à 2011, à l'Est du site a été édifiée une nouvelle centrale thermique sous la forme d'un cycle-combiné Gaz.

## Caractéristiques
EDF indique une superficie du site de 169 hectares et la présence de 143 salariés en 2012.
Pour l’année 2010, la centrale a produit 2,82 TWH, soit 16,7 % de la production thermique à flamme d’EDF en France ou presque 6 % de la production EDF en Lorraine ou 14 % de l’énergie consommée dans la région Lorraine.